# 1909 في الأرجنتين
فيما يلي قوائم الأحداث التي وقعت خلال عام 1909 في الأرجنتين.

## رياضة
- 1 يناير – دوري الدرجة الأولى الأرجنتيني 1909 الفائز Alumni Athletic Club [الإنجليزية]‏.

## مواليد

### يناير
- 1 يناير – فيديريكو ويلدي لاعب كرة قدم أرجنتيني.

### فبراير
- 1 فبراير – إرنيستو بيليس لاعب كرة قدم أرجنتيني.
- 20 فبراير – أوسكار أليمان

### مارس
- 19 مارس – أتيليو ديماريا لاعب كرة قدم أرجنتيني.
- 26 مارس – هيكتور خوسيه كامبورا

### يونيو
- 6 يونيو – خوان بيديفييا لاعب كرة قدم أرجنتيني.

### يوليو
- 4 يوليو – لينيت روبرتس شاعرة من المملكة المتحدة.
- 14 يوليو – راؤول لانديني ملاكم أرجنتيني.

## وفيات

### يناير
- 1 يناير – سانتياغو غالو (مواليد 1851) سياسي أرجنتيني.

### أكتوبر
- 16 أكتوبر – مانويل د. بيزارو (مواليد 1841) سياسي أرجنتيني.